# Paraná Clube
Paraná Clube is een Braziliaanse voetbalclub uit de stad Curitiba. De club is opgericht op 19 december 1989 als resultaat van een fusie tussen Colorado EC en EC Pinheiros. Paraná speelt in het "Estádio Durival de Britto e Silva" in de wijk Vila Capanema. De belangrijkste prijzen in haar historie zijn het kampioenschap van de série B en een aantal eindoverwinningen in het Campeonato Paranaense. De grootste rivalen zijn Coritiba en Atlético Paranaense.

## Geschiedenis
De eerste wedstrijd van de fusieclub was meteen een klassieker. In het Couto Pereira werd de eerste Paratiba ooit gespeeld. Tegenstander Coritiba won met 1-0. In de loop der jaren won Paraná Clube enkele prijzen, zoals staatskampioenschappen en de promotie naar de hoogste Braziliaanse divisie. In 2003 begon Paraná Clube een samenwerkingsverband met het sportmarketingbedrijf L.A. Sports, dat de club een stapje hoger moest brengen. In 2005 was het echter alweer afgelopen met de samenwerking en begon Paraná Clube een investeringsfonds. Met een deel van het geld wordt gebruikt om het stadion te veranderen, waardoor de capaciteit verhoogd wordt tot 16.660 en er ook snackbars, toiletten en skyboxen zullen zijn. Behalve in het Estádio "Durival de Britto e Silva" speelt Paraná Clube ook in het stadion van de staatsbond Pinheirão, dat plaats heeft voor 35.000 toeschouwers.

## Hoogtepunten en dieptepunten
Ondanks dat Paraná Clube pas 17 jaar oud is, heeft zij wel al enkele prijzen gewonnen.

### Prijzenkast
- Campeonato Brasileiro, Série B: 1992, 2000
- Campeonato Paranaense: 1991, 1993, 1994, 1995, 1996, 1997, 2006

### Campeonato Brasileiro
In 1992 werd Paraná Clube het tweede team uit Paraná dat kampioen werd van de Série B in het Braziliaanse voetbal, hetgeen hen recht gaf op een plek in de elite van het land.
Nadat Paraná Clube in 1999 was gedegradeerd, werd in 2000 direct weer promotie gewonnen. In dat jaar werd er geen Série B gespeeld op last van de CBF, maar werd er wel een alternatief toernooi georganiseerd. Paraná Clube won dit toernooi door in de finale AD São Caetano te verslaan en kreeg daardoor toegang tot de Série A. Sindsdien is het voor Paraná Clube elk jaar weer spannend in de strijd tegen degradatie. De enige uitzondering is het seizoen 2005, waarin een zevende plaats werd behaald, hetgeen recht geeft op deelname aan de Zuid-Amerikaanse versie van de UEFA-Cup: Copa Sudamericana. In de Série A 2007 viel dan toch het doek voor Paraná. De club eindigde op de 19e plaats en degradeerde daarmee naar de Série B. Exact tien jaar na de degradatie slaagde de club erin terug te promoveren. In 2018 werd de club laatste in de Série A en degradeerde meteen weer. In 2020 degradeerde zelfs naar de Série C en een jaar later volgde een tweede degradatie op rij. 

### Campeonato Paranaense
In 1990 deed Paraná Clube voor het eerst mee aan het staatskampioenschap, en één jaar later wist ze de eerste al te winnen. Het was het begin van een dominant decennium waarin Paraná Clube in totaal zes titels wist te pakken, waarvan tussen 1993 en 1997 vijf opeenvolgende. In de edities van het nieuwe millennium ging het de club een stuk slechter af. Zowel in 2004 als 2005 werd de derde club van Paraná al uitgeschakeld in de groepsfase.
In 2006 won Paraná Clube voor het eerst in negen jaar weer het staatskampioenschap. In de finale versloeg het ADAP uit Campo Mourão, dat in de twee voorgaande rondes de gedoodverfde favorieten Atlético Paranaense (4-2 over twee wedstrijden) en Coritiba (3-3; door op uitdoelpunten) had weten uit te schakelen. In het uitduel besliste Paraná het kampioenschap eigenlijk al door met 3-0 het moegestreden ADAP te verslaan, waardoor de terugwedstrijd in Curitiba slechts een formaliteit bleek: 1-1. In 2007 drong de ploeg wederom door tot de finale. Uit werd met 1-0 verloren van Paranavaí en in eigen huis kon deze achterstand niet goedgemaakt worden (0-0), waardoor Paranavaí kampioen werd.

## Bekende (ex-)spelers
- Kelvin Mateus de Oliveira
- Régis
- Marcos
- Flávio
- Ageu
- Adoílson
- Hélcio
- Lúcio Flávio
- Ricardinho
- Saulo
- Maurílio
- Renaldo